# Universidade Técnica de Bialystok
A Universidade Técnica de Bialystok (em polonês/polaco:  Politechnika Białostocka) é uma universidade técnica em Białystok, Polónia. 

## História[2]
Antigamente, era uma colégio noturno privado de tecnologia (em polaco: Prywatna Wieczorowa Szkoła Inźynierska NOT w Białymstoku) fundado pela Federação das Associações de Ciências e Tecnologia, em 1949. Essa institução começou a funcionar tendo só duas faculdades: Faculdade de Engenharia Elétrica e Faculdade de Engenharia Mecânica. Em 1964 começou a realizar também umas programas diárias e o nome dela foi mudado ao Instituto Superior da Engenharia (em polaco: Wyższa Szkoła Inżynierska). Em 1974 a instituçao ganhou um status da universidade técnica com 4 departamentos e 3 faculdades inter-disciplinaras.

## Faculdades
- Faculdade da Arquitetura
- Faculdade da Engenharia Civil e da Engenharia do Ambiente
- Faculdade da Ciência da Computação
- Faculdade da Engenharia Elétrica
- Faculdade da Silvicultura
- Faculdade do Gestão
- Faculdade da Engenharia Mecânica

## Ligações Externas
- Perfil na platforma Study in Poland
- Website da Universidade Técnica de Bialystok